# Pittore di Hirschfeld
Pittore di Hirschfeld (fl. 750 a.C. / 725 a.C.) è il nome convenzionale assegnato ad un vasaio e ceramografo attivo in Attica.

## Stile
La sua produzione rientra nello stile del Tardo geometrico I e il suo nome si deve all'archeologo Gustav Hirschfeld che per primo nel 1872 ne ha descritto l'opera principale ad esso attribuita, il Cratere del Museo archeologico nazionale di Atene NM 990.

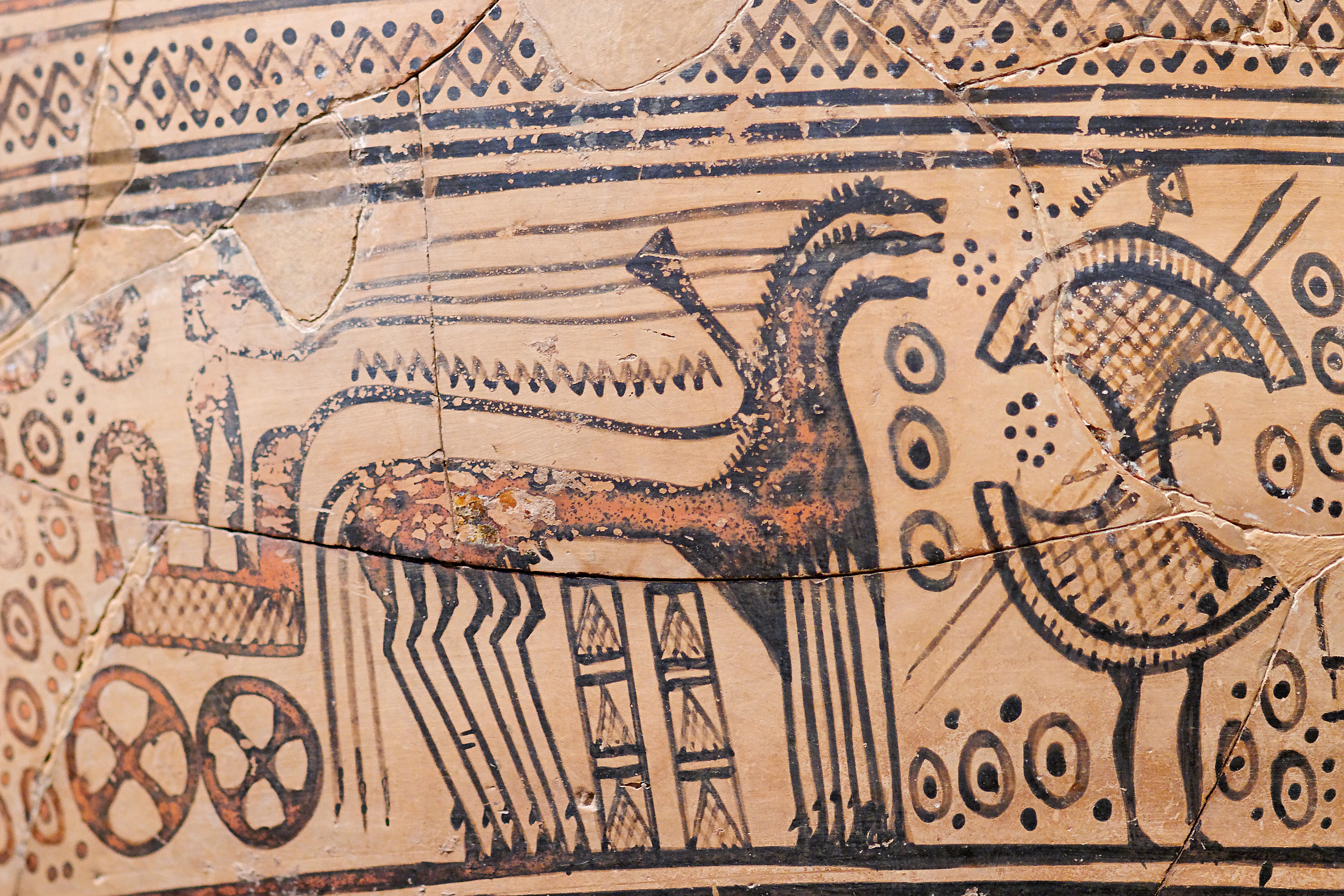
Bottega del Pittore di Hirschfeld (attr.), Cratere funerario ateniese, Tardo geometrico I. Dettaglio del registro inferiore con processione di carri e fanti. Met 14.130.14

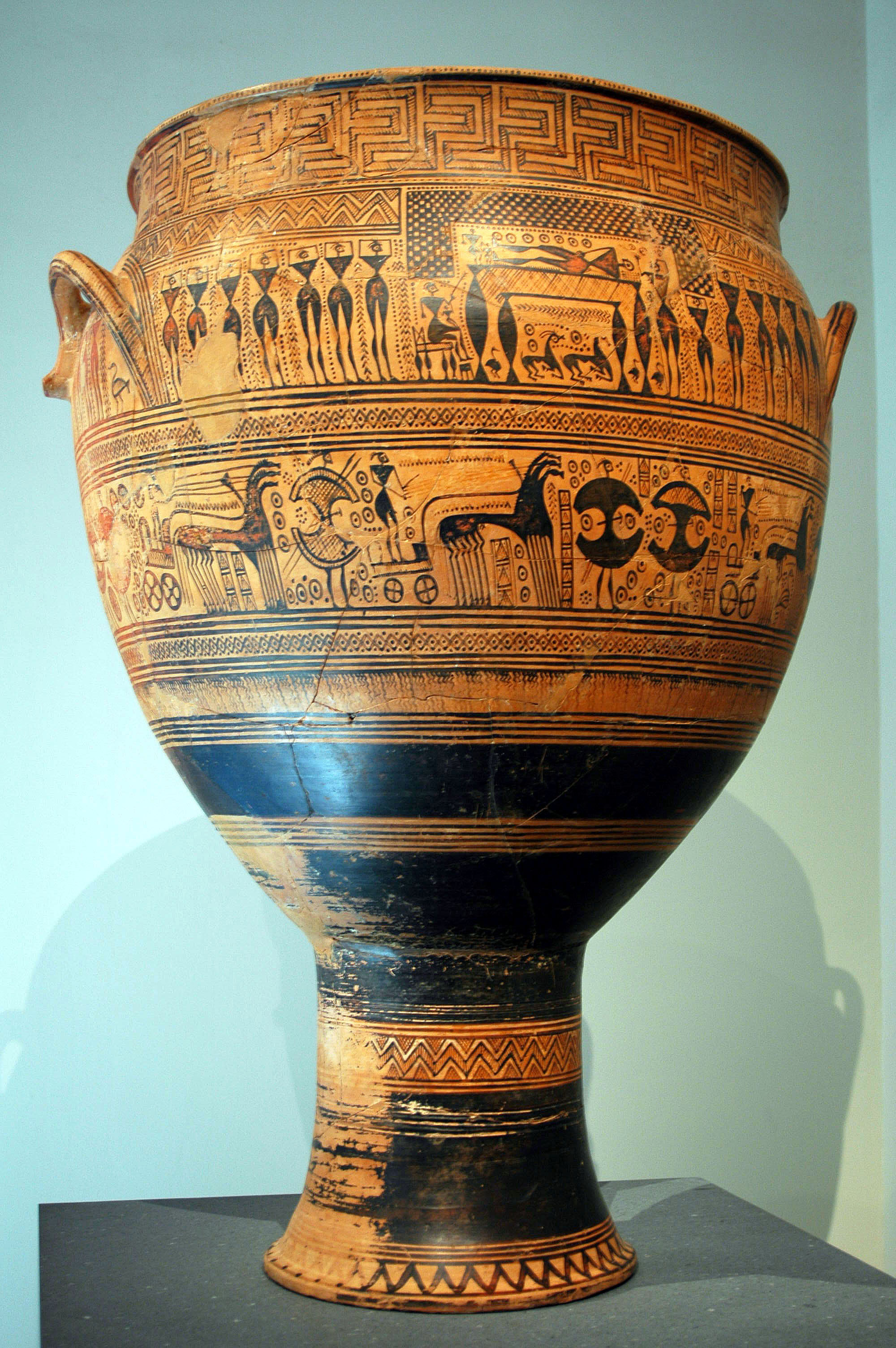
Bottega del Pittore di Hirschfeld (attr.), Cratere funerario ateniese, Tardo geometrico I, 750-735 a.C., h 108.3 cm. New York, Metropolitan Museum of Art 14.130.14

Lo stile del Pittore di Hirschfeld riprende quello iniziato con il Maestro del Dipylon e con la sua bottega, ma come esemplificato da NM 990 la maggior parte della superficie del vaso viene dedicata a scene corali e densamente popolate di figure umane. La decorazione geometrica - le smerlature, i meandri, le losanghe tratteggiate e i triangoli - assume funzione ornamentale e subordinata a scene per le quali se ancora non si può parlare di protonarrazione certo dimostrano un interesse che prelude a questo aspetto e che sarà caratteristico del successivo stile Tardo geometrico II.

## Opere attribuite
- Skyphos Tardo geometrico I, Boston, Museum of Fine Arts 1971.19[3][4]
- Cratere Tardo geometrico I, Atene, Museo archeologico nazionale NM 990[5][2]
- Cratere Tardo geometrico I, New York, Metropolitan Museum of Art 14.130.14[6][7][8]